# St.-Georg-Kirche (Celle)

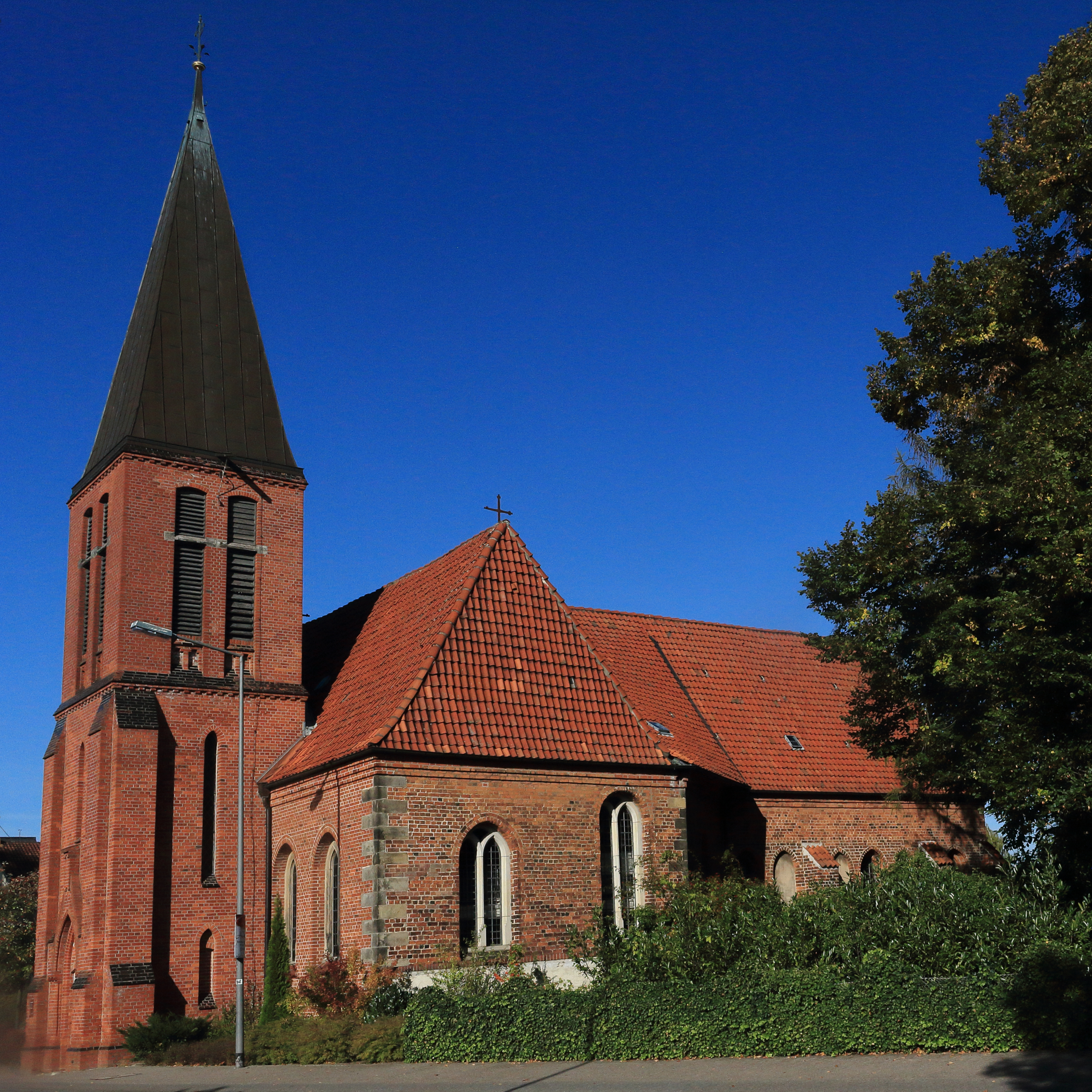
St.-Georg-Kirche Celle

Die St.-Georg-Kirche ist eine evangelisch-lutherische Kirche in Celle, Niedersachsen. Ihren Namen verdankt sie dem heiligen Georg, dem Drachentöter. St. Georg zählt zu den 14 Nothelfern, er ist der Schutzpatron verschiedener Länder, Adelsfamilien, Städte und Ritterorden.

## Geschichte

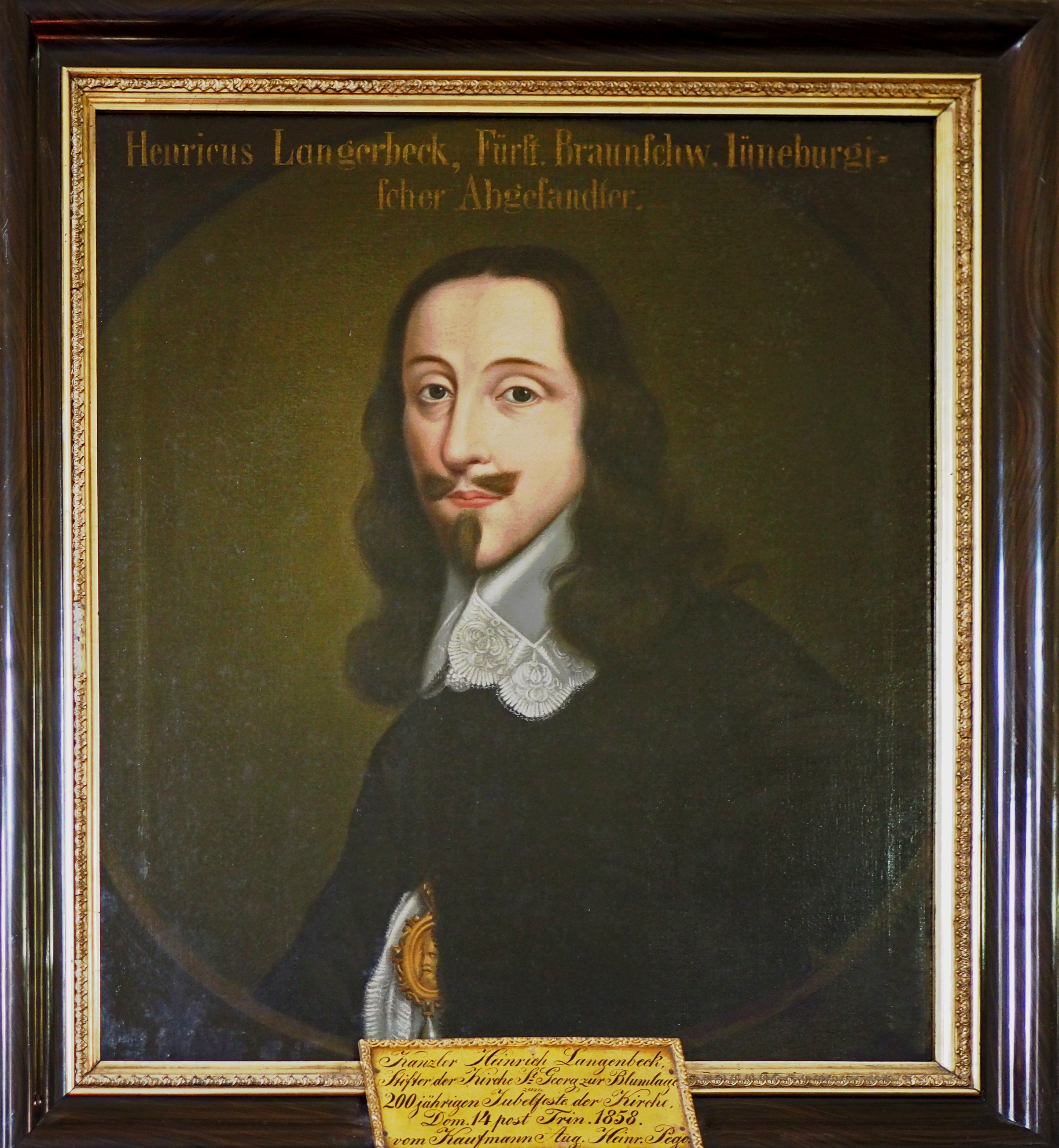
Kirchenstifter Kanzler Heinrich Langenbeck

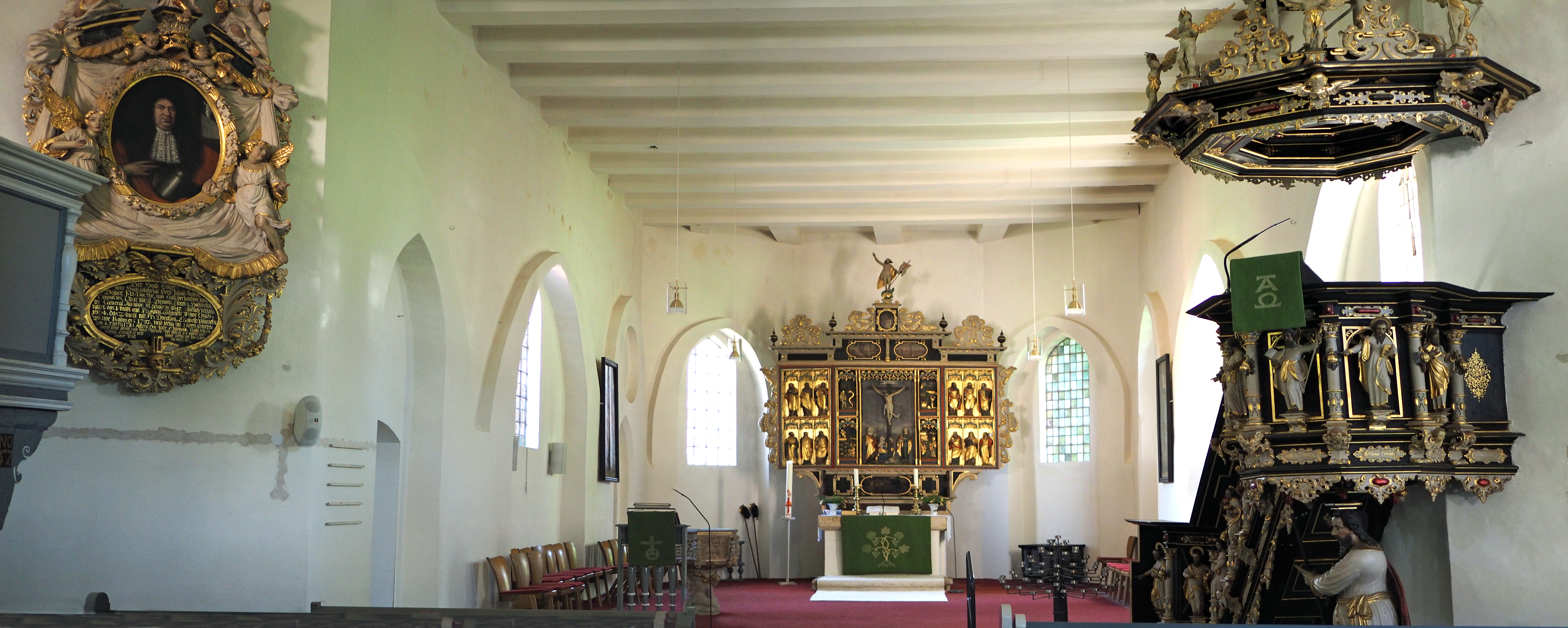
Im Innern der St.-Georg-Kirche

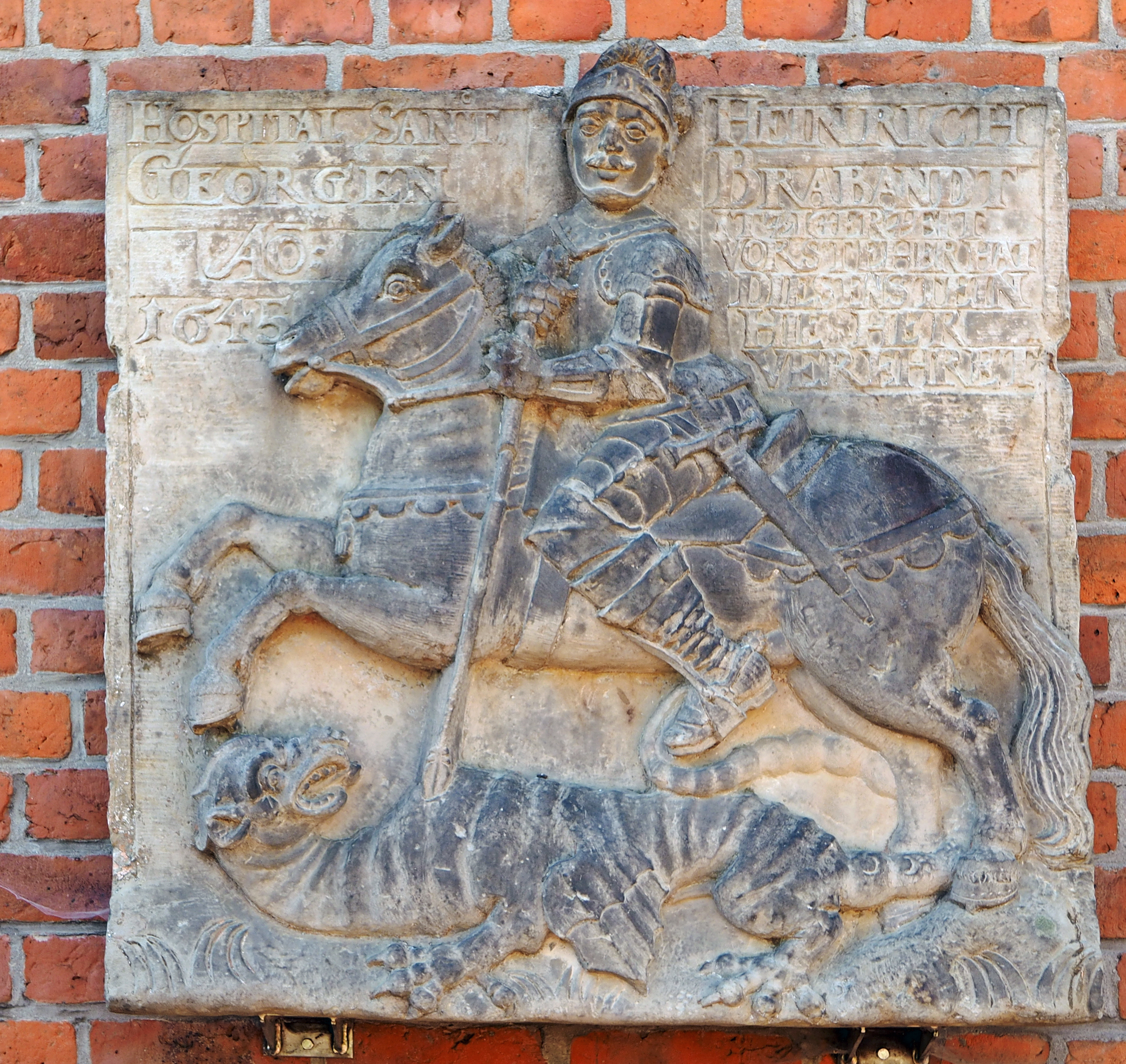
Sandsteinrelief vom Giebel des ehemaligen Hospitals

Gerhard vom Berge, der Bischof von Hildesheim, erteilte 1392 der Stadt Celle die Genehmigung, für Leprakranke, Alte und Behinderte ein Hospital zu errichten. Es wurde dem Heiligen Georg geweiht. Dazu gehörte eine kleine Kapelle, die ausschließlich für die Bewohner des St.-Georg-Hospitals bestimmt war. Das Hospital lag damals etwa einen Kilometer vor der Stadtmauer. Die übrigen Bewohner der Altenceller Vorstadt, die nach dem Dreißigjährigen Krieg stetig mehr wurden, waren bei geschlossenen Stadttoren vom Gottesdienst in der Stadtkirche ausgeschlossen. Heinrich Langenbeck, der damalige Kanzler des Fürstentums Lüneburg setzte sich bei Christian Ludwig, dem Herzog zu Braunschweig-Lüneburg, dafür ein, in der Altenceller Vorstadt eine eigene Kirche und eine Schule zu errichten. Per Erlass des Herzogs wurde die Blumlage und die Masch zum 1. April 1656 von der Stadtkirche gelöst. 1657 wurde an die bestehende Kapelle ein größerer Kirchenraum angebaut. Die alte Kapelle wurde der Altarraum. Zum ersten vorläufigen Prediger wurde Esaias Gittel aus Hannover berufen, der bis 1657 hier wirkte. 1658 wurde eine eigene Tochtergemeinde auf der Blumlage gebildet. Das Hospital wurde 1963 abgerissen. Das Sandsteinrelief aus dem Jahre 1645 vom Giebel des Hauses, das St. Georg beim Töten des Drachens zeigt, wurde am Seiteneingang des Kirchengebäudes angebracht.

## Ausstattung
Die Herkunft der Einrichtungsgegenstände der Kirche ist weitgehend unbekannt. Weder ein Stifter noch eine Künstlerwerkstatt sind überliefert.
Der Altar, in der ursprünglichen Form ein spätgotischer Klappaltar, stammt noch aus der alten Kapelle. Beim Kirchenumbau wurde er passend zur Kanzel im Renaissancestil umgestaltet. Die Seitenflügel wurden mit Schleierteilen versehen. Zwei große Ölbilder auf der Rückseite der Altarflügel wurden seinerzeit übermalt und erst im Januar 1988 bei Restaurierungsarbeiten wiederentdeckt. Es sind die ältesten noch vorhandenen kirchlichen Tafelbilder in Celle. Die Bilder, die den gekreuzigten Jesus im Augenblick seiner Auferstehung und die trauernde Mutter Jesu darstellen, wurden überarbeitet und hängen jetzt seitlich im Altarraum.
Die Kanzel von 1657 ist aus dem gleichen Jahr wie der Kirchenumbau. Die in Holz geschnitzte Kanzel besitzt einen dreiteiligen Aufbau. Der Aufgang mit Figuren der Zwölf Apostel wird von der Gestalt des Mose getragen, der die Zehn Gebote in seinem Arm hält.
Das Taufbecken aus Sandstein, ebenfalls aus dem Jahr des Kirchenumbaus, weist sechs Alabasterreliefs auf. Sie stellen die Geburt und die Beschneidung Jesu dar. Außerdem sind die vier Evangelisten Matthäus, Markus, Lukas und Johannes zu sehen. Den Sockel bildet eine kniende Engelsfigur.

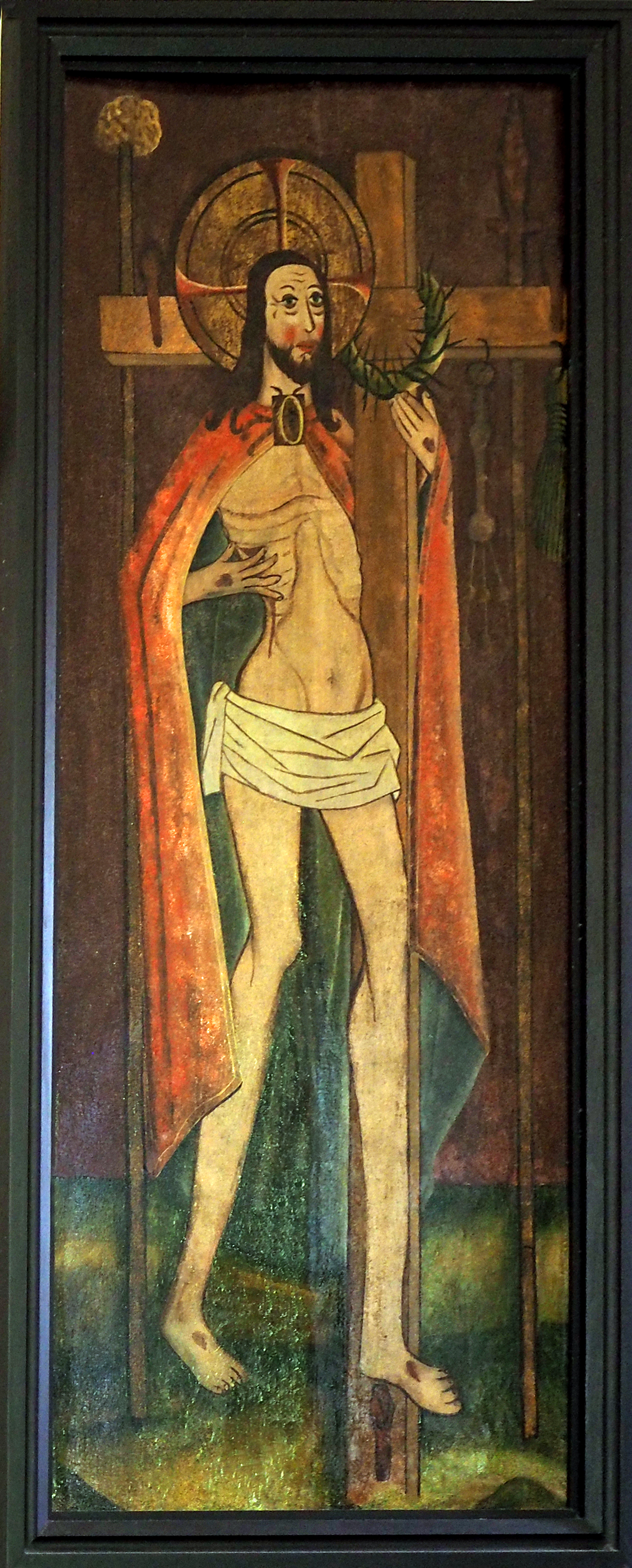
Ehemaliges Altarbild „Der Schmerzensmann“
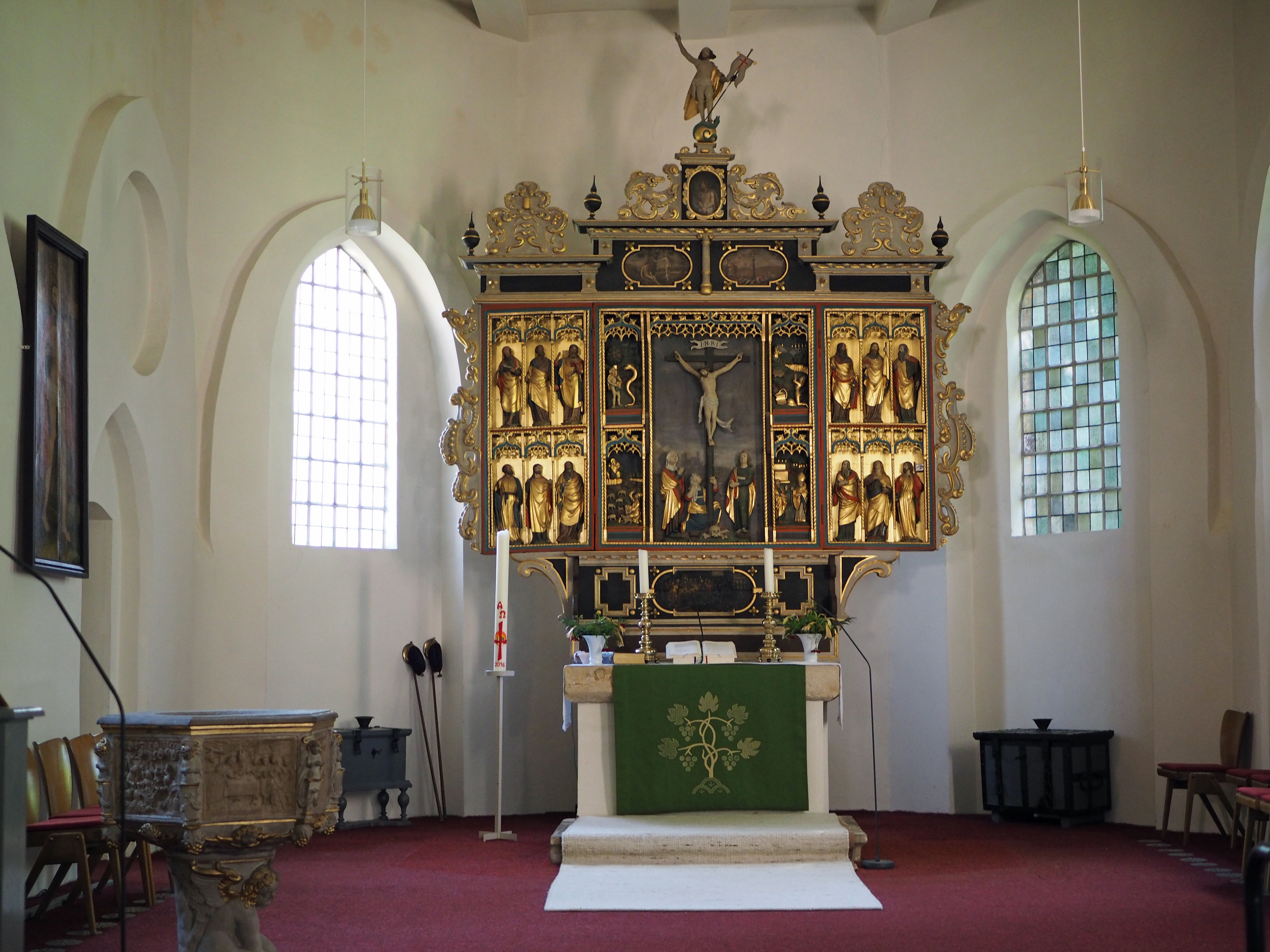
Der Altar
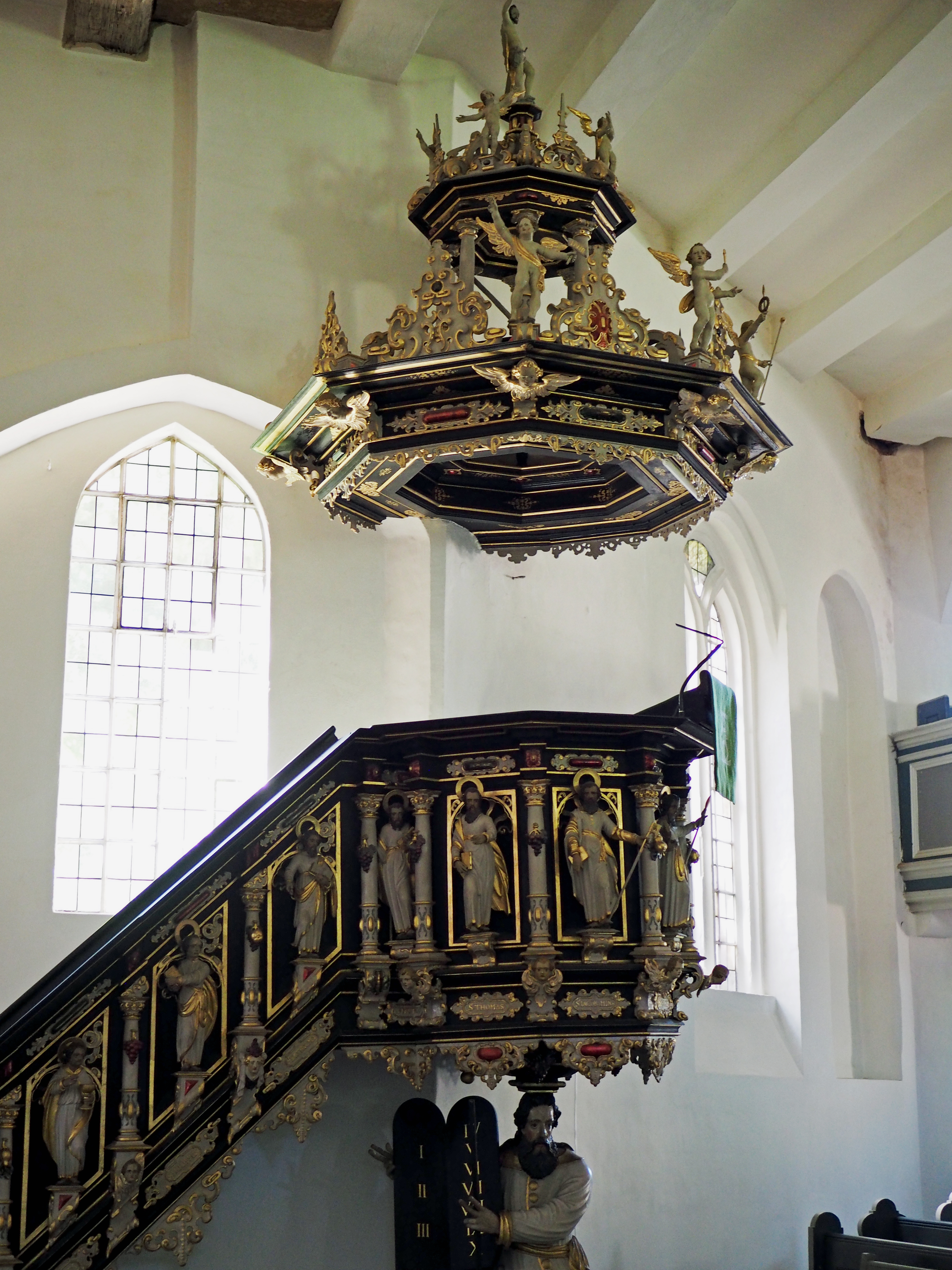
Die Kanzel
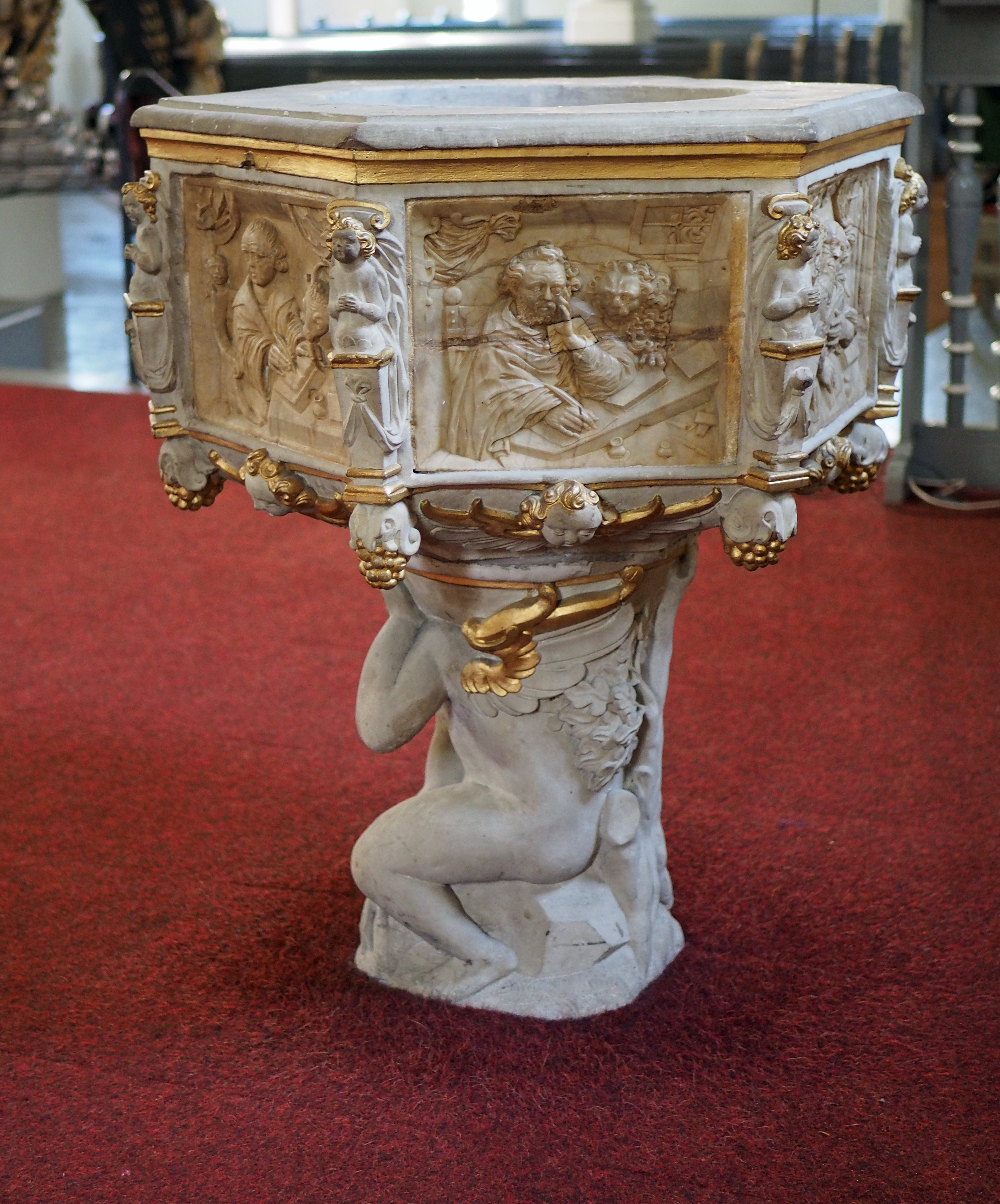
Der Taufstein
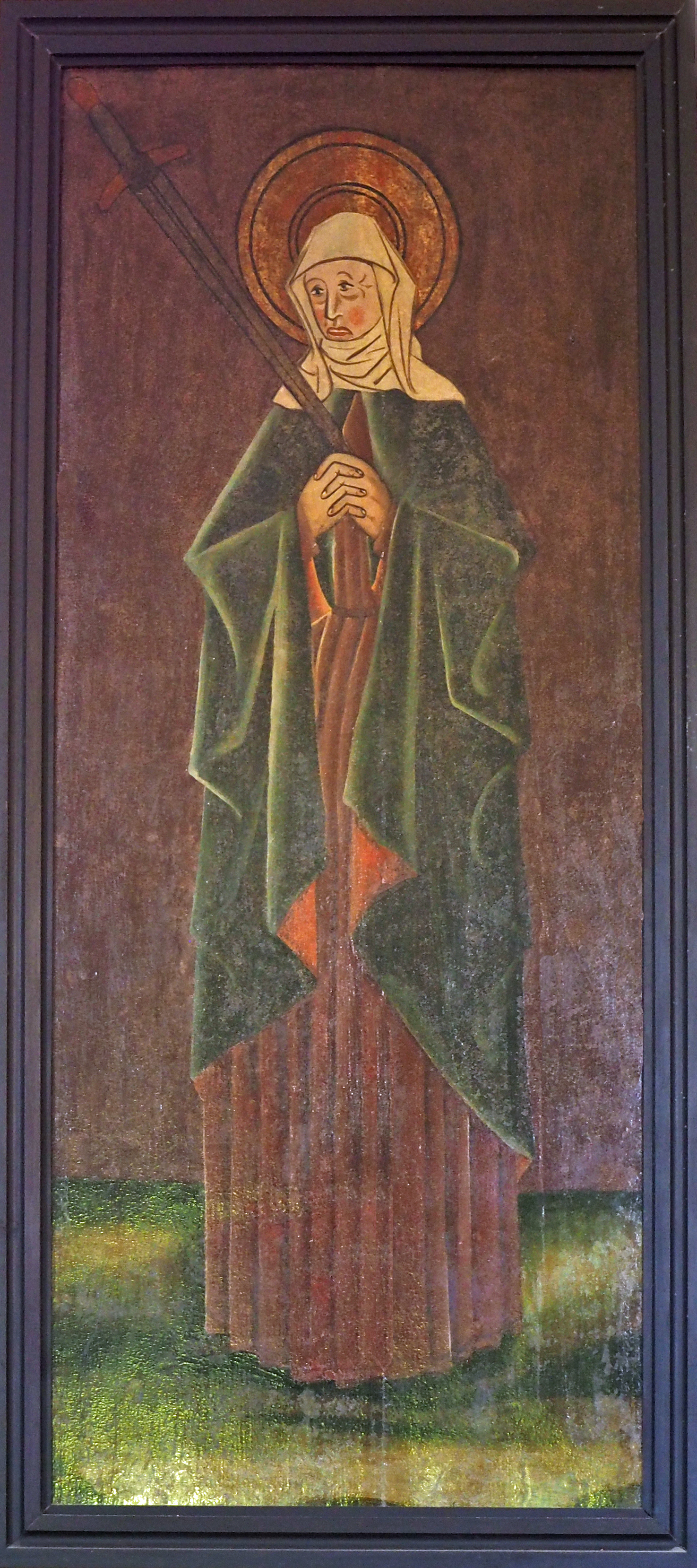
Ehemaliges Altarbild „Die Schmerzensmutter“

## Orgel

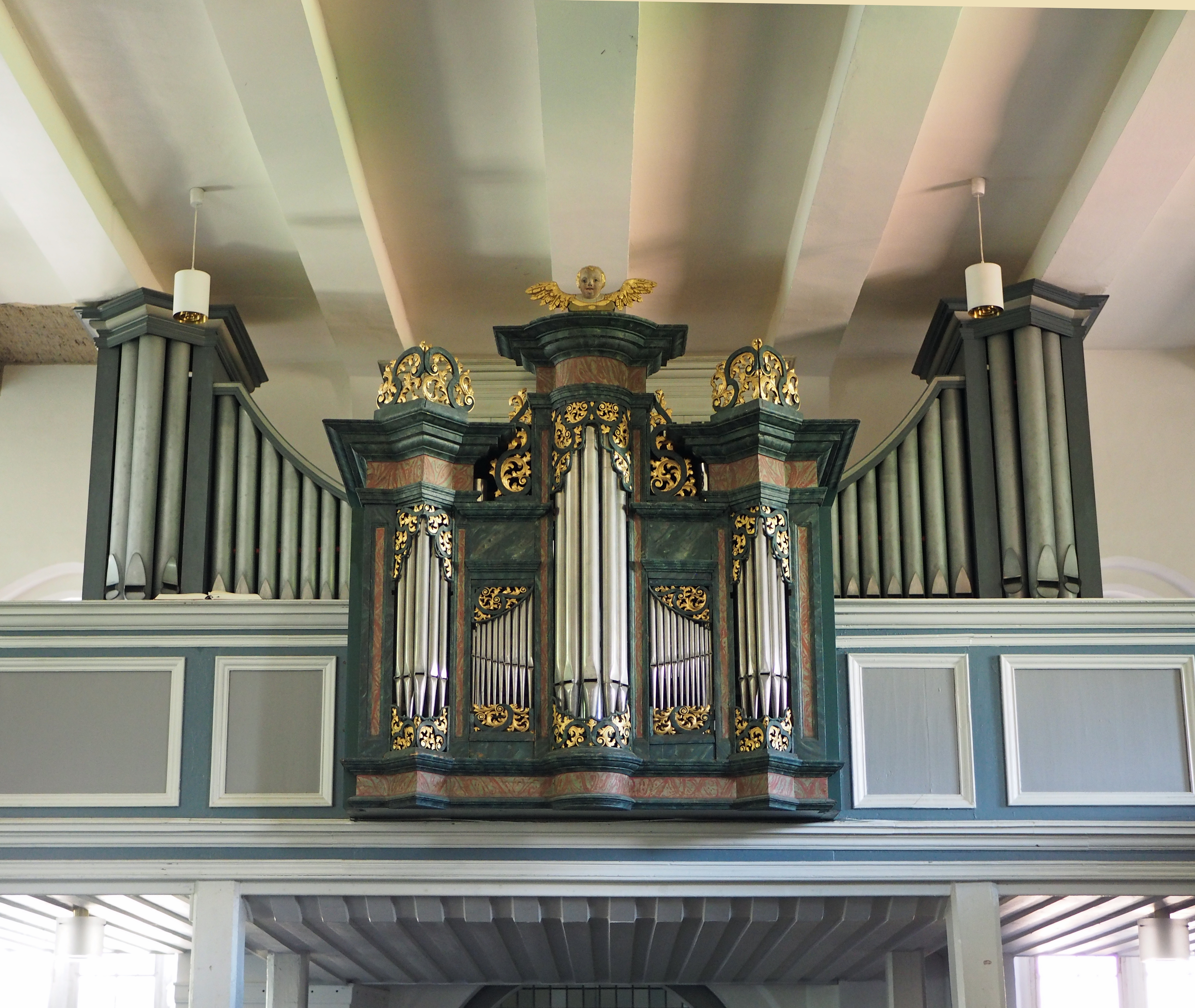
Die Orgel

Die Kirche erhielt 1659 ihre erste Orgel. Die heutige Orgel stammt aus dem Jahr 1955. Beim Bau der neuen Orgel wurde ein älteres Positiv mitverwendet und in die Brüstung auf der Empore eingefügt.

## Glocken und Turm
An der Kirche direkt befand sich ursprünglich kein Turm. Zunächst stand ein hölzerner Glockenturm auf dem ehemaligen Friedhof an der Blumlage. Auf dem Gelände befindet sich heute der Blumläger Schulhof. Dieser Turm brannte 1892 ab. Hierbei schmolzen auch die Glocken. Im gleichen Jahr wurde ein Turm an die Kirche angebaut. Von den zwei Glocken dieses Turms hängt die kleinere noch heute hier. Die größere der beiden wurde im Ersten Weltkrieg eingeschmolzen und für die Rüstungsindustrie verwandt. Deren Nachfolgerin wurde im Zweiten Weltkrieg ebenfalls requiriert und eingeschmolzen. 1945, nach dem Ende des Krieges, wurde hierfür als Ersatz eine Gussstahlglocke im Turm aufgehängt. 1992, zum 100-jährigen Jubiläum des Turms (gleichzeitig das 600-jährige Jubiläum des ehemaligen Hospitals), wurde aus Spenden eine dritte Glocke angeschafft und eingeweiht.